# Truth & consequences (Héroes)
Truth & Consequences es el décimo episodio de la segunda temporada de la serie de ciencia ficción Héroes.

## Argumento
Peter Petrelli y Adam Monroe localizan a Victoria Pratt (Joanna Cassidy) en Searsmont, Maine, para conocer la ubicación de la cepa del Virus Shanti. Cuando ella descubre que Peter está trabajando con Adam, les dispara a ambos y se prepara para decapitar a este último (dado que es, supuestamente, la única forma de matarlo) hasta que Peter la noquea. Una vez que vuelve a estar consciente, Peter lee su mente y descubre que el virus está en Odessa, Texas. Pratt trata de dispararle a Peter, pero Adam reacciona y la mata.
Claire Bennet y su familia son visitados por Bob, quien les entrega lo que dice él que son las cenizas de Noah Bennet. Bob designa a su hija, Elle, para vigilar a Claire. Ésta confronta a Elle y amenaza con exponer públicamente a la Compañía.
Mohinder Suresh y Noah Bennet discuten sobre el uso de la sangre de Claire para revivir a Noah. La sangre de Claire refuerza las anticuerpos en la sangre de Mohinder, haciendo la cura del virus viable de nuevo. Mohinder insiste entonces en que Bob lo ayuda a destruir todas las variaciones del virus.
Niki Sanders regresa a Nueva Orleáns y le dice a su hijo Micah que está infectada con un virus. Buscando consuelo, Micah va a buscar la medalla de D.L., pero descubre que su primo la ha robado. Luego, en al noche, Monica lo despierta e intenta recuperarla, pero es secuestrada por la pandilla que está allí.
Maya Herrera y Sylar se encuentran en un pícnic en un parque. Maya logra controlar su habilidad con éxito cuando Sylar deliberadamente la hiere intentando ayudarla. Alejandro está leyendo un periódico sobre el asesinato de Sylar de su madre, y protesta por el deseo de Maya de ver a Mohinder con Sylar. Posteriormente, ataca a Sylar, pero él toma un cuchillo y lo apuñala.
Hiro Nakamura le informa a Ando que el hombre que ha matado a su padre es Takezo Kensei y los dos buscan los archivos de Kaito para saber acerca de la identidad de Adam Monroe de Kensei y de su detención en 1977. Hiro promete entonces vengar la muerte de su padre.
Al final del episodio, Sylar entra a Nueva York con Maya, y telefonea a  Mohinder, quien está en camino a Nueva Orleáns, con la cura para el virus.
Adam y Peter entran en la Papelera Primatech en Odessa y son inmediatamente abordados por Hiro.